# منعم مونا
منعم مونا (انگلیسی: Monem Munna; ۹ ژوئن ۱۹۶۶ – ۱۲ فوریهٔ ۲۰۰۵) بازیکن فوتبال اهل بنگلادش بود.
وی همچنین در تیم ملی فوتبال بنگلادش بازی کرده است.
وی در مسابقات کشوری و بین‌المللی در مجموع برندهٔ ۲ مدال نقره شده است.